# Manuel Vitorino
Manuel Vitorino Pereira (Salvador (Bahia), 30 janvier 1853 — Rio de Janeiro, 9 novembre 1902) est un homme d'État brésilien, vice-président de la République pendant le mandat de Prudente de Morais (1894-1898). Médecin et journaliste, il fut également gouverneur de l'État de Bahia et sénateur. Il assure l'intérim de la présidence de la République entre 1896 et 1897 quand Prudente de Moraes se retire pour des raisons de santé.